# Pentatonix

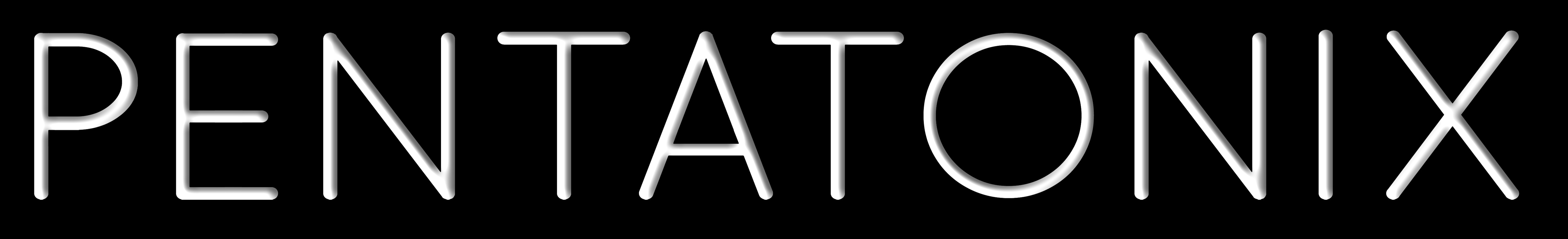
Logo

Pentatonix je americká a capella pěti vokalistů. Jejich písničky jsou převážně z žánru pop, často přebrané od jiných autorů.
Skupina byla zformována v roce 2011. Ve stejném roce vyhrála třetí sérii soutěže Sing-Off.
Doposud vydala osm EP alb, několikrát koncertovala v Americe a Evropě, a zahrála si epizodní roli ve filmu Pitch Perfect 2. Část svých zisků dává na charitu (The Trevor Project).
Je držitelem tří Grammy Awards: 2015 „Daft Punk“, 2016 „Dance of the Sugar Plum Fairy“, 2017 „Jolene“ (ft. Dolly Parton).

## Členové
1. Scott Hoying – baryton
2. Mitch Grassi – tenor
3. Kirstie Maldonado – mezzosoprán
4. Kevin Olusola – beatbox/hráč na violoncello
5. Matt Sallee – bas
6. Avi Kaplan (odešel v roce 2017) – bas

## Skladby
- PTX Vol. 1 (2012)
- PTXMas (2012)
- PTX Vol. II (2013)
- PTX Vol. III (2014)
- That's Christmas to Me (2014)
- Pentatonix Deluxe (2015)
- Mary, did You know? (2015)[1]
- A Pentatonix Christmas (2016)
- PTX, Vol. IV – Classics (2017)
- Pentatonix: PTX Presents: Top Pop, Vol. I (2018)
- Pentatonix: Christmas is here! (2018)
- The Sound of Silence (2019)[2]